# سکی سانو
سکی سانو (انگلیسی: Seki Sano; ۱۴ ژانویهٔ ۱۹۰۵ – ۲۸ سپتامبر ۱۹۶۶) بازیگر، و طراح رقص اهل ژاپن بود.